# Wind Telecomunicazioni
Wind Telecomunicazioni S.p.A., mais conhecida como Wind, era uma empresa italiana de telecomunicações que oferecia serviços de telefonia móvel e, através da Infostrada, também serviços de telefonia fixa, Internet e IPTV.
Foi fundada em 1 de dezembro de 1997 pela Enel, France Télécom e Deutsche Telekom, e depois passou em 2005 para o controle da Weather Investments, que em 2011 passará a fazer parte do grupo VimpelCom.
Em 31 de dezembro de 2016, a fusão entre a 3 Italia e a Wind na Wind Tre foi concluída. Este projecto de fusão, levado a cabo pela CK Hutchison Holdings e pela VimpelCom, previa a criação de uma joint venture igualitária para combinar serviços de telefonia em Itália. No entanto, a marca Wind permaneceu ativa até 16 de março de 2020, quando foi substituída pela marca única Wind Tre.
A Wind tinha 21,6 milhões de clientes móveis com uma quota de mercado de 22,9% (colocando-se atrás da TIM e da Vodafone) e 2,8 milhões de clientes de telefonia fixa com uma quota de mercado de 13,2% (o que a torna a segunda maior operadora de telefonia fixa, atrás da Telecom Italia). A empresa atende por meio de uma rede de 159 lojas próprias e cerca de 498 pontos franqueados exclusivos da marca Wind, além de 396 redes de lojas de eletrônicos.

## História
A Wind Telecomunicazioni S.p.A. foi criada em 1 de dezembro de 1997 pela Enel, France Télécom e Deutsche Telekom, que vendeu a Wind em 2005 para a Weather Investments.
Em 1999 a Olivetti vende a Infostrada para a Mannesmann e em 2001 ela passará a ser propriedade da Enel, que a incorporará em 2002 na Wind.
Em 2006, o grupo nomeou Khaled Bichara como diretor operacional da empresa.
Em 2011, a Wind passou a fazer parte do grupo VimpelCom, após uma fusão entre a empresa russa e a egípcia Orascom Telecom: o grupo recém-nascido nomeou Khaled Bichara presidente da Wind e Ossama Bessada CEO, após a saída de Luigi Gubitosi.
A Wind foi a terceira operadora móvel a ingressar no mercado italiano, depois da Telecom Italia Mobile (TIM) e da Vodafone (antiga Omnitel).
A Wind operava rede GSM (900/1800/E900), GPRS, EDGE, UMTS (videochamada e banda larga móvel), HSPA e LTE. Embora a rede GSM/GPRS/EDGE esteja disponível em quase todos os lugares, UMTS, HSPA e LTE ainda estão em expansão no país. A Wind também tem sido o fornecedor exclusivo do i-mode para a Itália.
Em abril de 2013, a Wind anunciou que investiria US$ 1,3 bilhão na construção de uma rede de banda larga móvel de quarta geração (4G) para alcançar seus rivais TIM e Vodafone.
Durante 2015 e 2016, foi estipulado um acordo entre a CK Hutchison Holdings, proprietária da 3 Italia, e a VimpelCom para a criação de uma joint venture igualitária na Itália.
Em 31 de dezembro de 2016, a Wind Telecomunicazioni S.p.A. foi fundida com a H3G S.p.A. na Wind Tre S.p.A.
Apesar da fusão, as marcas Wind e Infostrada continuaram a operar de forma independente da marca 3 Italia no setor privado.
No dia 23 de maio de 2017 a Wind Business foi fundida com a 3 Business, dando vida à Wind Tre Business, que reúne todos os serviços dedicados a clientes e empresas com registo de IVA.
Em 16 de março de 2020, após a fusão das redes móveis Wind-3 concluída no final de 2019, a empresa realizou um rebranding, substituindo as antigas marcas Wind e 3 Italia pela nova marca única Wind Tre, ambas para telefonia móvel e para telefonia fixa.

## Infostrada

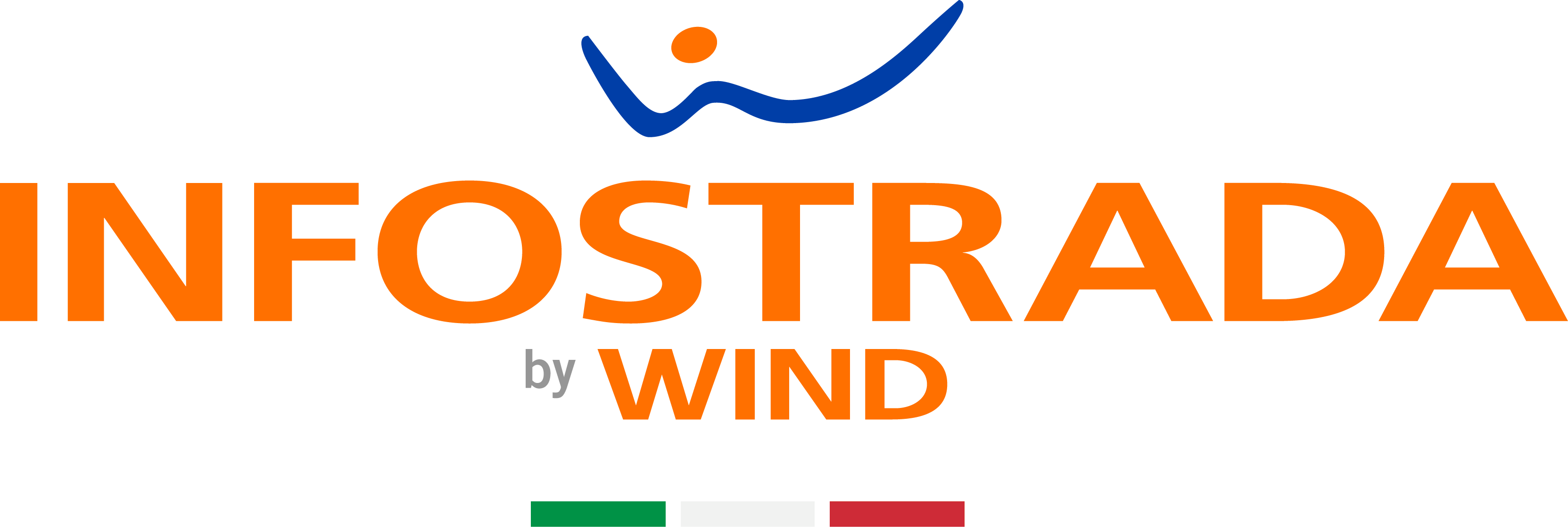
Infostrada

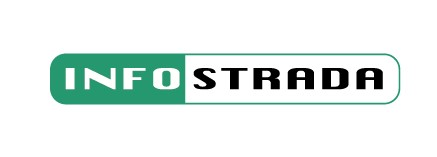
1996-2002
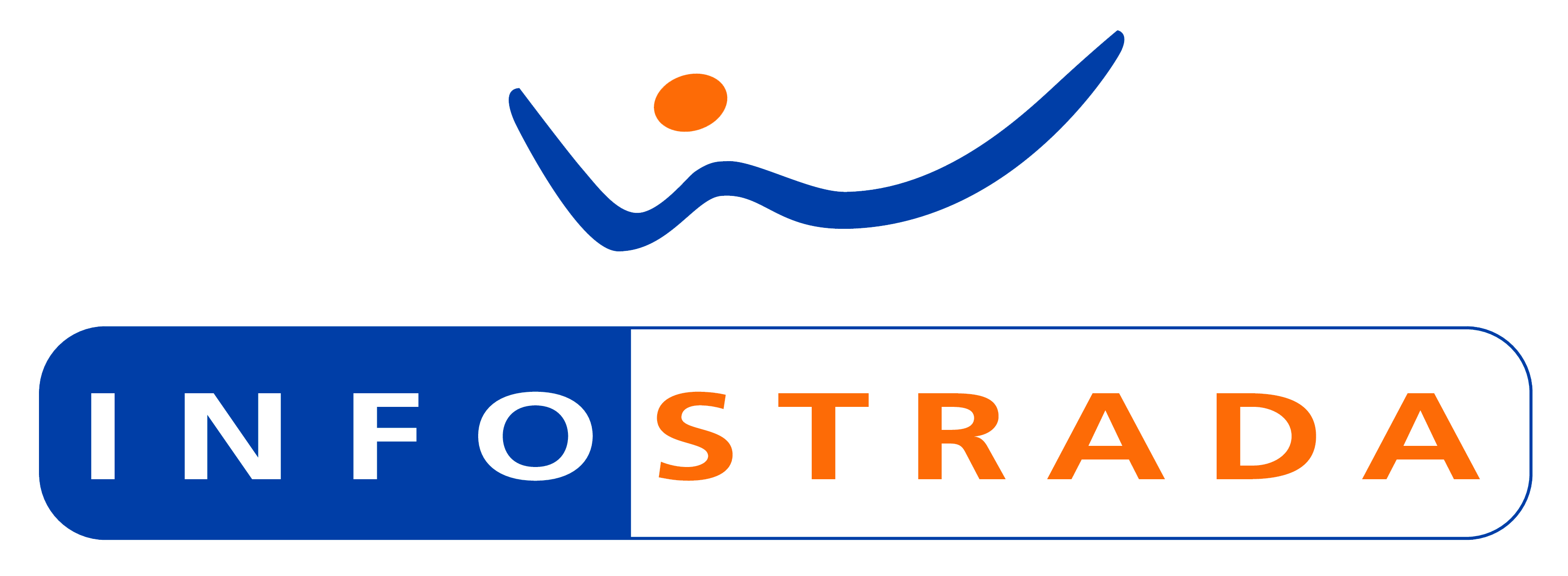
2002-2006
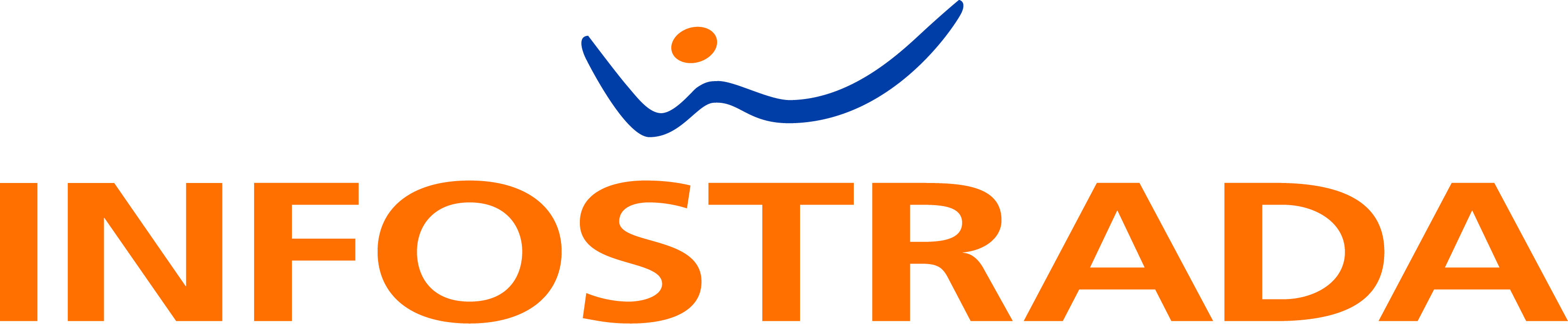
2006-2012
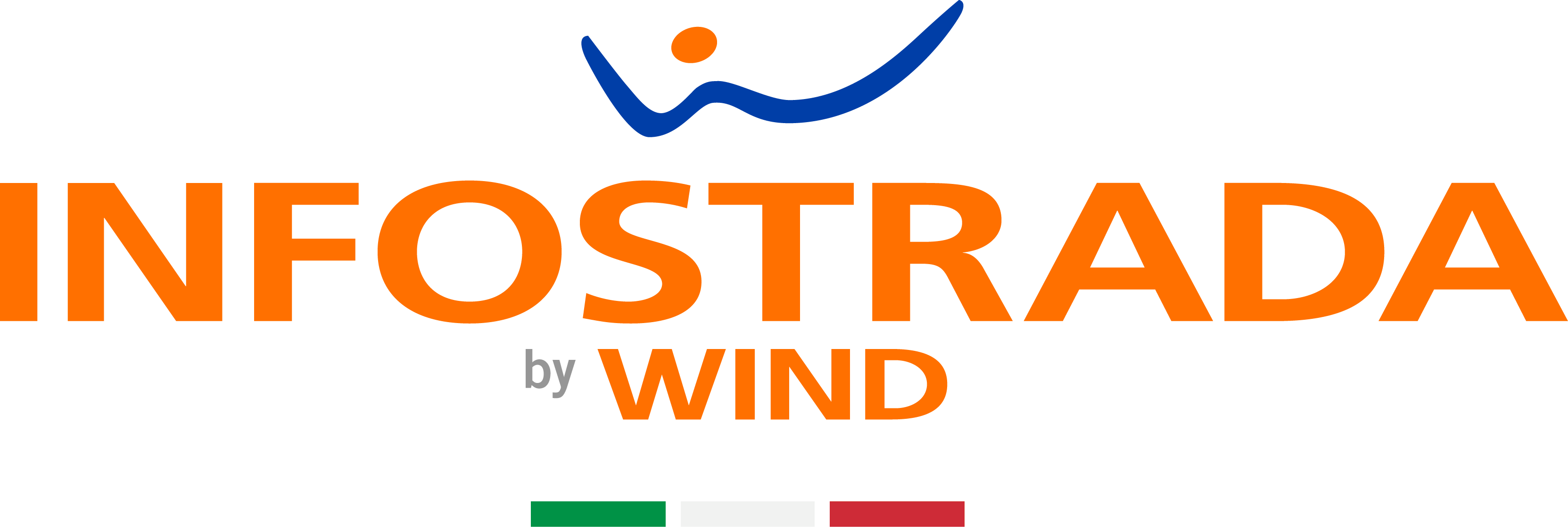
2012-presente

Infostrada S.p.A. era a filial da Wind Telecomunicazioni S.p.A. que tratava dos seus serviços de telefonia fixa, XDSL e fibra óptica.
Nasceu em 1996 a partir de um acordo entre a Olivetti Telemedia e a Bell Atlantic, com o objetivo de competir com a Telecom Italia no setor de telefonia fixa.

No final de 1996 a empresa contava com 430 colaboradores e encerrou o primeiro exercício com um volume de negócios de 72 mil milhões de liras.
Em 1997, a Mannesmann substituiu o sócio americano, controlando a Infostrada através da holandesa Olivetti Mobile Telephony Services BV, depois OliMan BV (50,1% Olivetti, 49,9% Mannesmann), que também se tornará acionista da Omnitel.
Em 1998, a Infostrada chegou a um acordo com a Ferrovie dello Stato que prevê a aquisição do direito de acesso à infra-estrutura do FS para a colocação de cabos telefónicos e o direito de utilização de parte dos cabos de fibra óptica da rede FS (aproximadamente 1770 km ), há 30 anos.
Em 1999 a Olivetti vende a Infostrada para a Mannesmann e em 2001 ela passará a ser propriedade da Enel, que a incorporará em 2002 na Wind.
A marca ainda será utilizada pela empresa até o rebranding em março de 2020.

## Marcas e logotipos

### Wind

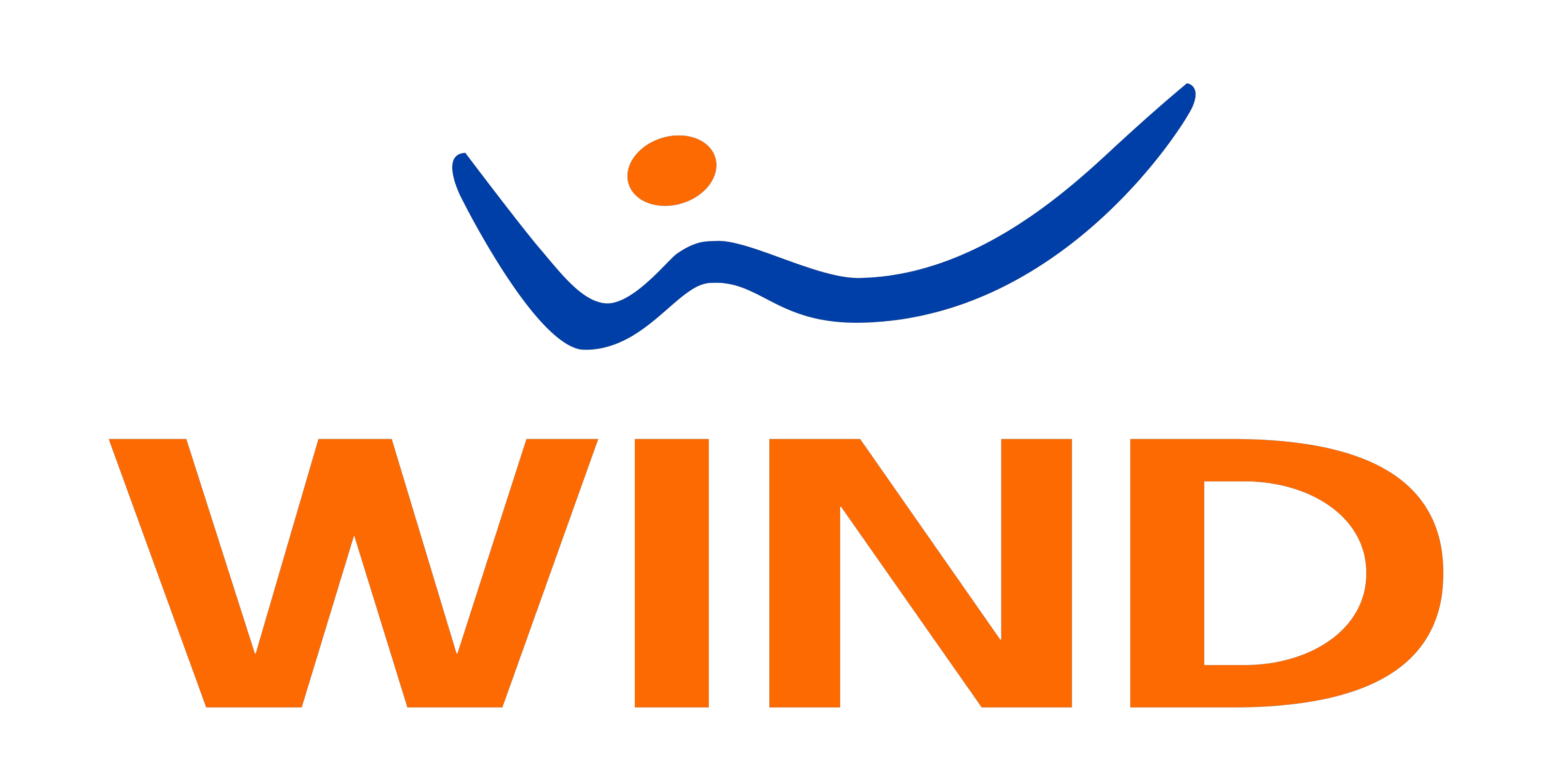
1997-2012
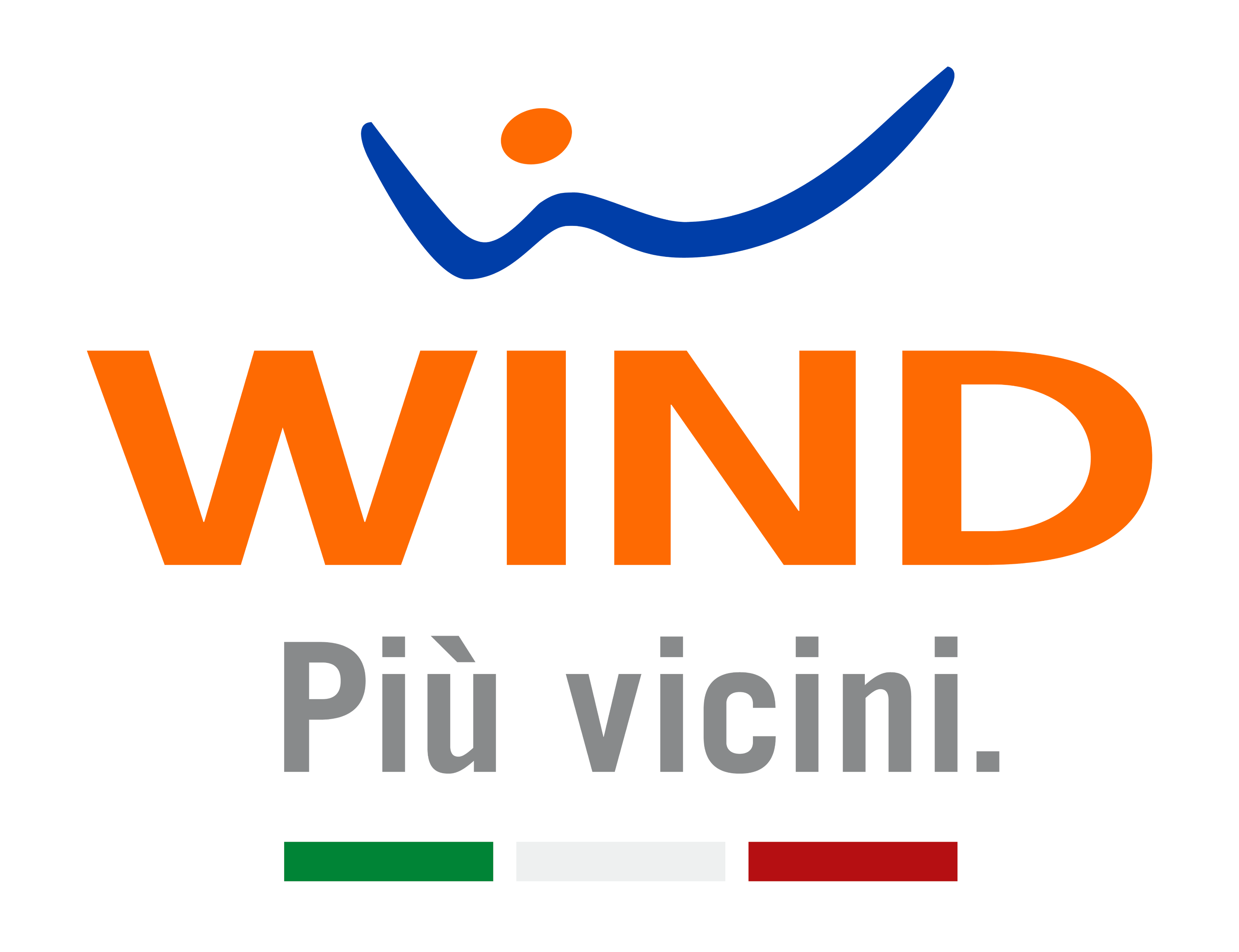
2012-presente

### Wind Business

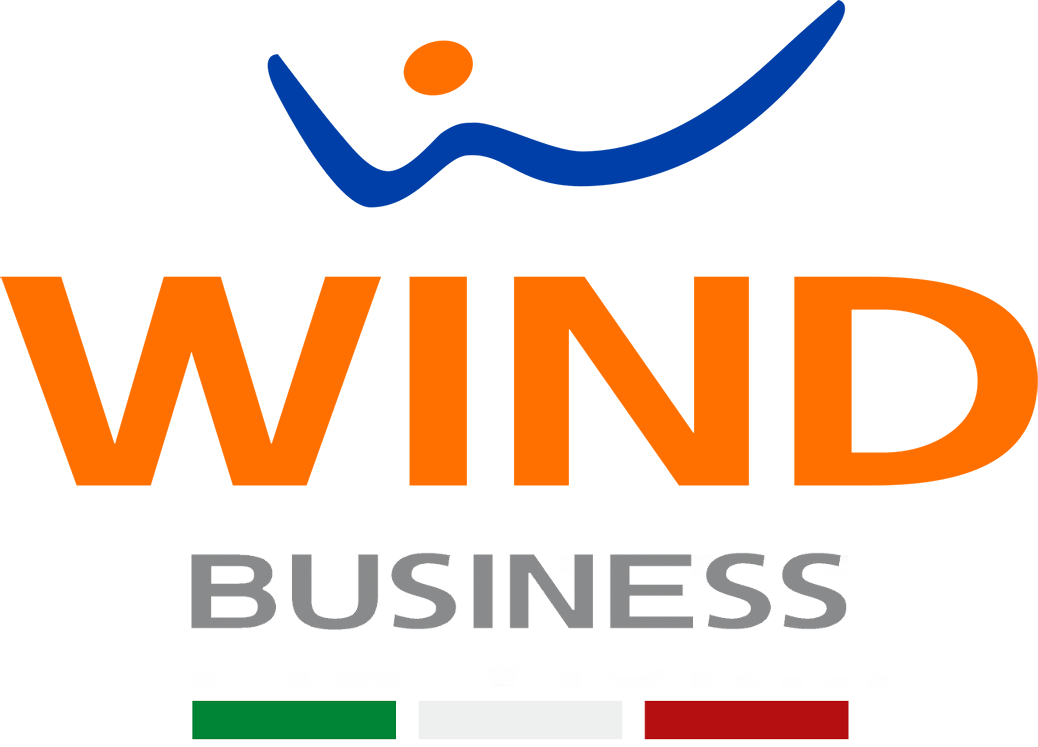
2012-presente

### Infostrada
- 1996-2002
- 2002-2006
- 2006-2012
- 2012-presente

## Prêmios
Em 2009, lançou um projeto denominado 10decimi, destinado a facilitar a comunicação entre os doadores e as instituições de caridade que eles apóiamcorporativa. O empreendimento lhes valeu o prêmio Lombard Elite - The Milan Finance Company por sua dedicação à responsabilidade social corporativa. Em 2015, foi eleita a operadora de telefonia do ano na Itália.